# Martha Roby

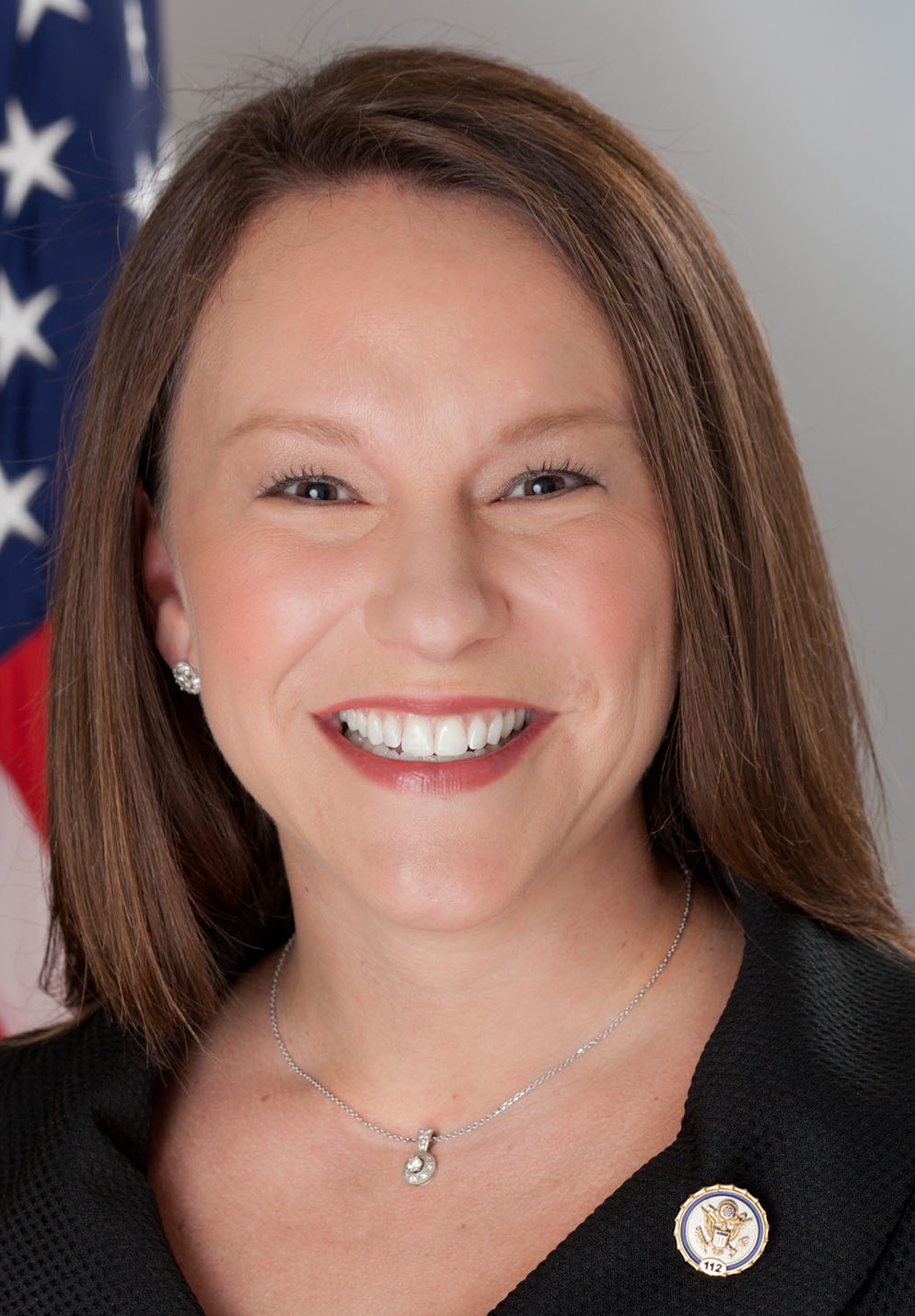
Martha Roby (2011)

Martha Dubina Roby (* 26. Juli 1976 in Montgomery, Alabama) ist eine amerikanische Politikerin der Republikanischen Partei. Sie vertrat von 2011 bis 2021 den 2. Kongresswahlbezirk Alabamas im Repräsentantenhaus der Vereinigten Staaten. Bei der Wahl 2020 trat sie nicht wieder an.

## Familie, Ausbildung und Beruf
Martha Roby ist die Tochter des Richters Joel Fredrick Dubina, Vorsitzender Richter am United States Court of Appeals für den elften Gerichtskreis. Sie besuchte die New York University und erwarb dort den Bachelor of Music. Danach studierte sie an der Cumberland School of Law der Samford University in Birmingham, die sie 2001 abschloss. Vor dem Eintritt in die Politik arbeitete sie in der Anwaltskanzlei von Franco Copeland und war Mitglied einer christlichen Organisation.
Mit ihrem Ehemann Riley hat Roby zwei Kinder.

## Politische Laufbahn
Roby wurde 2003 erstmals in den Stadtrat von Montgomery gewählt. Bei der Wahl 2010 wurde sie im 2. Kongresswahlbezirk Alabamas in das US-Repräsentantenhaus gewählt. Nachdem die Prognosen zunächst gegen sie gesprochen hatten, setzte sie sich mit 51 zu 49 Prozent der Stimmen gegen den demokratischen Mandatsinhaber Bobby Bright durch. Das Mandat trat Roby am 3. Januar 2011 an und wurde 2012 und 2014 mit großem Abstand bestätigt.
Bei der Wahl 2016 erreichte Roby mit 48 Prozent der Stimmen ihre Wiederwahl nur knapp, nachdem sie vor der Präsidentschaftswahl 2016 erklärt hatte, den Kandidaten der Republikaner Donald Trump wegen seiner Pussygate-Affäre nicht zu wählen; er sei als Präsidentschaftskandidat „inakzeptabel“. Während Donald Trumps Präsidentschaft ab 2017 suchte Roby die Nähe zum Weißen Haus, rückte aber nie von ihren Worten aus dem Wahlkampf ab.
Bei der Vorwahl der Republikaner vor der Wahl 2018 traten mehrere ernstzunehmende Kandidaten gegen sie an, die alle ihre Kritik am Präsidenten thematisierten. Robys inzwischen zu den Republikanern gewechselte Vorgänger Bright zog mit Roby selbst in die Stichwahl ein, nachdem sie mit 39 Prozent der Stimmen in der ersten Vorwahlrunde deutlich unter einer absoluten Mehrheit geblieben war. Bei der Stichwahl am 17. Juli 2018 siegte sie, nachdem Trump seine Unterstützung für sie erklärt hatte, mit 67 zu 33 Prozent der Stimmen. Bei der Hauptwahl setzte sie sich ungefährdet mit 61 zu 39 Prozent der Stimmen gegen die Demokratin Tabitha Isner durch, gehörte aber ab 2019 erstmals der Minderheit im Repräsentantenhaus an, nachdem die Demokraten bei der Halbzeitwahl in Trumps Präsidentschaft die Mehrheit gewonnen hatten.
Ende Juli 2019 gab Roby bekannt, bei der anstehenden Wahl 2020 nicht wieder anzutreten. Sie war zu dem Zeitpunkt eine von 13 Frauen in der Fraktion der Republikaner. Ihr Mandat endet am 3. Januar 2021. Da Alabama nach dem United States Census 2020 voraussichtlich einen Kongresswahlbezirk verliert, könnte dieser Wahlkreis Anfang der 2020er Jahre aufgelöst werden.

## Positionen
Roby vertritt wirtschafts- und gesellschaftspolitisch Positionen im Mainstream der Republikanischen Partei. Im Kongress setzte sie sich für eine Reform des Veteranenministeriums hin zu mehr Effizienz und Transparenz ein. Laut FiveThirtyEight stimmte Roby in 95 Prozent der Fälle mit der Regierung Trump, unter anderem bei der – gescheiterten – Abschaffung und Ersetzung der Gesundheitsreform Obamacare 2017.